# 音乐声学
音乐声学既可以看成声学的一个分支学科，也可以看成音乐学的一个分支学科。此学科的关注点涉及音乐家、乐器和音乐感知等研究的所有方面，尤其是考察在发声时它们的交互行为，其中使用的既有精神科学、自然科学的方法，也有形式科学的方法。
自然科学家向来把声学视为振动学说以及物理学的分支领域。一些杰出个体，比如赫尔曼·冯·海尔姆霍茨（Hermann von Helmholtz）或阿图尔·贝纳德（Arthur Benade），他们的研究在20世纪末的德语世界里汇聚成了带有某些研究重心的国际性“科学共同体”。原则上它是一个科际整合，它将音乐学里的研究对象和物理学、电气工程、心理学、医学中的一个或多个对象联系起来进行研究。

## 音乐声学的分支领域
- 吹奏乐器、体鸣乐器、膜鸣乐器和弦乐器的声学，歌唱声以及电子乐器的声学。
- 心理声学
- 空间声学
- 乐器学
- 音乐心理学和音乐处理
- 表演分析，合奏的训练和感觉运动功能
- 物理学的声学：测量技术、电子声学、符号处理、动力学、材料研究
- 生理学的声学：在解剖学、神经科学、谱系生物学和脑科学等领域
- 音乐学现象（比如维也纳声音风格、语音学）

## 文献
- Benade, Arthur H. . Dover Publications. 1990. ISBN 9780486264844 （英语）.
- Fletcher, Neville H.; Rossing, Thomas. . Springer Science & Business Media. 2008-05-23. ISBN 9780387983745 （英语）.
- Campbell, Murray; Greated, Clive. . OUP Oxford. 1994-04-28  [2020-11-02]. ISBN 9780191591679. （原始内容存档于2019-09-08） （英语）.